# Journal of Crustacean Biology
Journal of Crustacean Biology es una publicación científica trimestral revisada por pares especializada en el campo de la carcinología (investigación en crustáceos).
Publicada por The Crustacean Society desde 1981. El redactor jefe desde 2005 es Frederick Schram. Según Journal Citation Reports, su factor de impacto para 2011 es 1.116.